# Cruzeiro de Proença-a-Velha

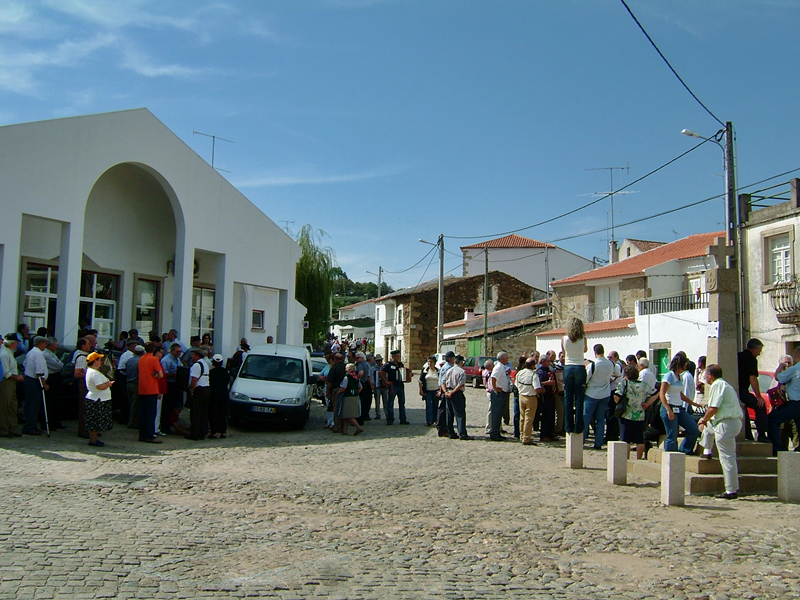
O Largo do Cruzeiro em dia de Festa.

O Cruzeiro de Proença-a-Velha, ou Cruzeiro dos Centenários de Proença-a-Velha, situa-se nesta antiga vila de Proença-a-Velha, do Município de Idanha-a-Nova, no Distrito de Castelo Branco.

## Localização

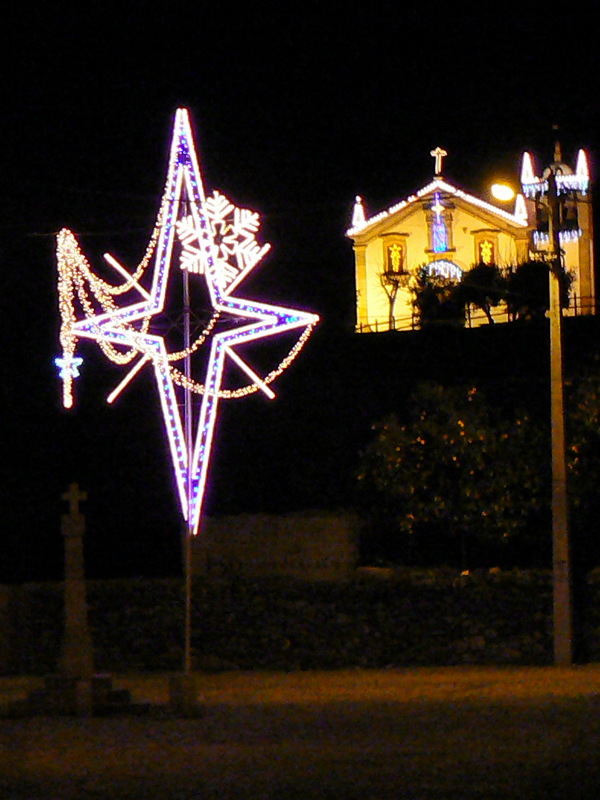
O Cruzeiro com a Igreja ao fundo.

Fica localizado na zona central da povoação, num pequeno largo, na encruzilhada das Ruas do Espírito Santo e do Poço Novo com a Rua da Estrada.

## Data de Construção
Foi construído em 1940, no âmbito das comemorações dos centenários da Independência e da Restauração de Portugal, levadas a cabo pelo Estado Novo.
Alguns acidentes com viaturas que inadvertidamente se aproximavam e derrubavam o monumento, chegando a partir a cruz que o encima, levaram a Junta de freguesia, já nos últimos anos do século XX. a colocar 8 marcos de pedra à sua volta, para funcionarem como zona de protecção.

## Descrição
É de granito, constituído por coluna com fuste paralelepipédico, com plinto e capitel cúbico, encimado por cruz latina. Assenta em plataforma quadrangular, composta por 3 degraus.
O plinto é decorado com cruzes em cada uma das faces, enquanto que o capitel tem o escudo de Portugal em duas das faces e nas outras duas as cruzes dos Templários e de Cristo, Ordens das quais Proença-a-Velha foi comenda.

## Outras informações

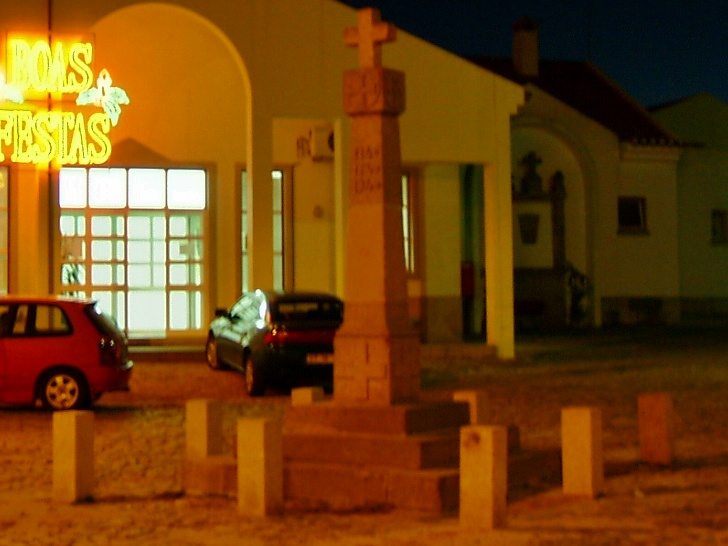
O Cruzeiro com o 2º Passo das Ladainhas ao fundo, à direita.

O Cruzeiro encontra-se implantado no local onde existia, já em ruínas, a Capela do Espírito Santo. Desta permanece a recordação, no nome da Rua, e permanece também o nicho correspondente ao 2º Passo das Ladainhas, que estava incorporado numa das suas paredes exteriores e que agora está colocado, nas proximidades do Cruzeiro, na parede do Centro de Dia.